# Ellen Terry
Ellen Terry   (Coventry, 27 de febrer de 1847 - Small Hythe, 21 de juliol de 1928) GBE, va ser una actriu teatral anglesa. Terry va arribar a ser l'actriu capdavantera entre les intèrprets britàniques de Shakespeare.

## Biografia
Alice Ellen Terry va néixer a Coventry, Anglaterra, en el si d'una família de l'àmbit teatral. Els seus pares, Benjamin i Sarah Ballard, van ser actors d'una companyia de gires amb seu a Portsmouth, i van tenir onze fills, dels quals cinc, almenys, van ser actors: Florence, Fred, Kate i Marion. Altres dos germans, George i Charles, es van dedicar a la direcció teatral. Kate va ser una actriu d'èxit fins al seu matrimoni i la retirada de l'escena l'any 1867. Va tenir un fill il·legítim amb l'arquitecte Edward Godwin, qui segurament va ser el seu plançó més reconegut: l'actor, director i brillant escenògraf Gordon Craig.

### Inicis
La primera actuació teatral de Terry va ser als vuit anys, al costat de Charles Kean en el paper de Mamillius en l'obra de Shakespeare Conte d'hivern, representada en el Princess Theather de Londres l'any 1856. També va interpretar els papers juvenils de Príncep Arthur en El rei Joan i Puck en El somni d'una nit d'estiu, Va seguir actuant en el Princess fins a la retirada de Kean l'any 1859. En els següents dos anys, Terry i Kate van viatjar representant obres i sketches, acompanyats pels seus pares i per un músic.
Entre 1861 i 1862, Terry va formar part del Teatre Royalty de Londres, dirigit per Madame Albina de Rhona, on va actuar amb Madge Kendal, entre altres famosos actors. L'any 1862, es va unir a la seva germana Kate a Bristol i va començar a treballar amb la companyia de J. H. Chute, amb la qual va interpretar gran varietat de papers, incloent personatges del gènere burlesc, els quals requerien cantar i ballar, així com personatges en Molt soroll per no res, Otel·lo, i El mercader de Venècia. L'any 1863, Chute va inaugurar el Teatre Royal de Bath, on Terry, amb 15 anys, va actuar en la primera representació interpretant a Titania en El somni d'una nit d'estiu, tornant posteriorment a Londres per formar part de la companyia del Teatre Haymarket, amb obres de Shakespeare.

### Matrimonis i amistats

#### Watts, Godwin i Portia Toledo

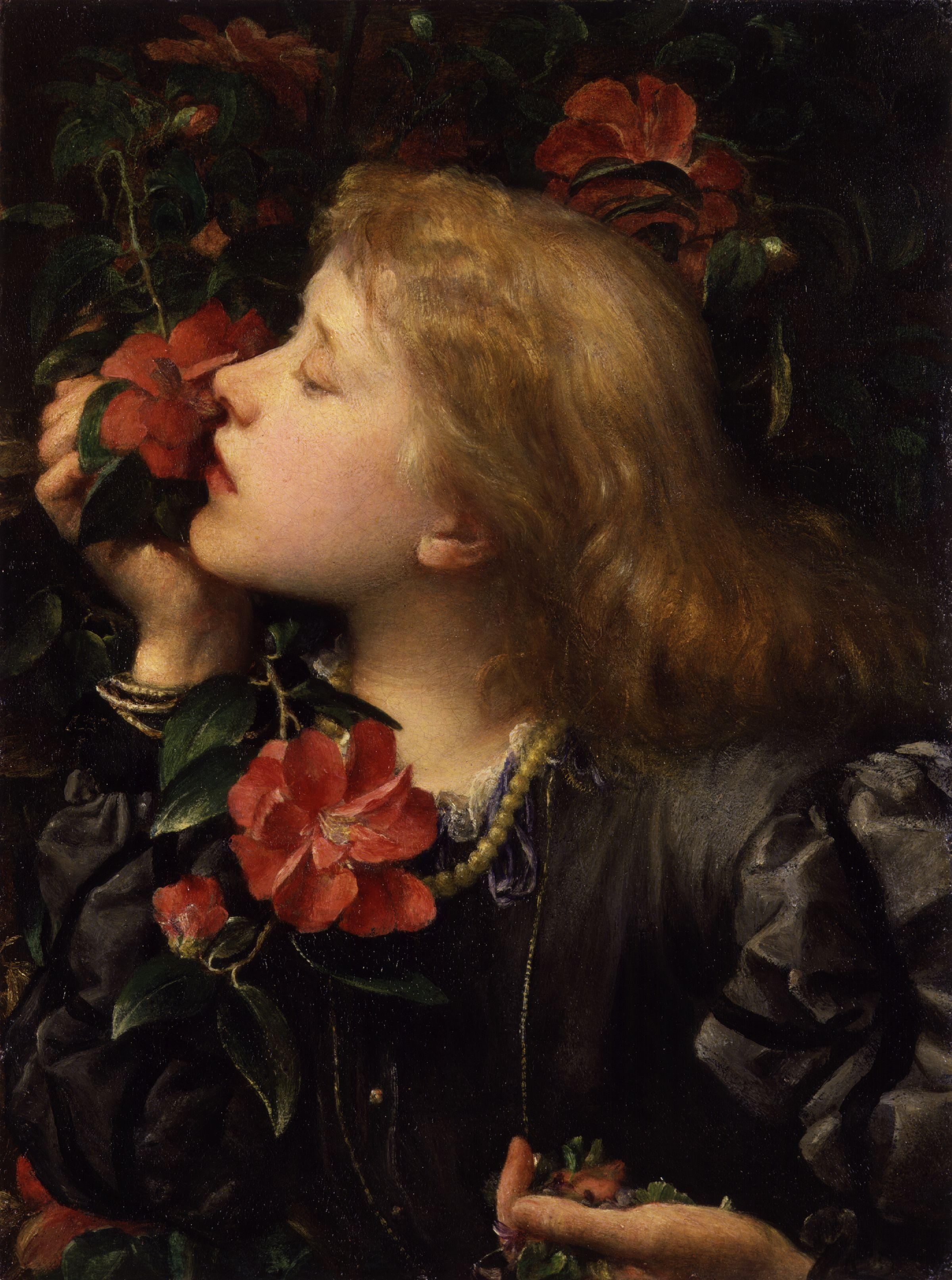
Ellen Terry retratada pel seu marit, George Frederic Watts.

Terry es va casar en tres ocasions i va tenir nombroses relacions sentimentals al llarg de la seva vida. A Londres a Terry i a la seva germana Kate els va pintar un retrat l'eminent artista George Frederick Watts, i ell li va proposar matrimoni. Entre els retrats que Watts va pintar de Terry s'inclouen "Choosing", "Ofelia" i "The Sisters", aquest al costat de la seva germana Kate. Es van casar el 20 de febrer de 1864, poc abans de complir ella 17 anys, tenint Watts 46. Terry i Watts es van separar després de sol deu mesos de matrimoni, durant els quals ella va descansar del seu treball interpretatiu, tornant al mateix l'any 1866.
L'any 1867, Terry va actuar en diverses peces de John Taylor, incloent A Sheep in Wolf's Clothing al Teatre Adelphi, The Antipodes al Teatre Royal de Drury Lane i Still Waters Run Deep al Queen. Aquest mateix any va treballar al costat d'Henry Irving en Katherine and Petruchio, la versió en un acte de La feréstega domada escrita per David Garrick, i representada en el Queen's Theatre. L'any 1868, Terry va iniciar una relació amb l'arquitecte i dissenyador Edward William Godwin, a qui ella havia conegut uns anys abans, i amb el qual va anar a viure en una casa anomenada Pigeonwick, a Harpenden, Hertfordshire, retirant-se de la interpretació durant sis anys. No arribarien a casar-se, ja que Terry encara estava casada amb Watts i no es divorciarien fins a 1877, la qual cosa va motivar una situació escandalosa per a l'època. Amb Godwin va tenir una filla, Edith Craig, al desembre de 1869, i un fill, Edward Gordon Craig, al gener del 1872.
En un ambient de dificultats econòmiques, la relació amb Godwin es va refredar en 1874, i Terry va tornar a la seva carrera interpretativa, separant-se de Goodwin l'any 1875. El 1874, Terry va actuar en diferents obres de Charles Reade, incloent el paper de Philippa Chester a The Wandering Heir, el de Susan Merton a It's Never Too Late to Mend, i el d'Helen Rolleston a Our Seamen. El mateix any va treballar a The Crystal Palace amb Charles Wyndham interpretant a Volant a The Honeymoon, obra de John Tobin, i a Kate Hardcastle a She Stoops to Conquer, d'Oliver Goldsmith.

#### Shakespeare, Irving i el Lyceum

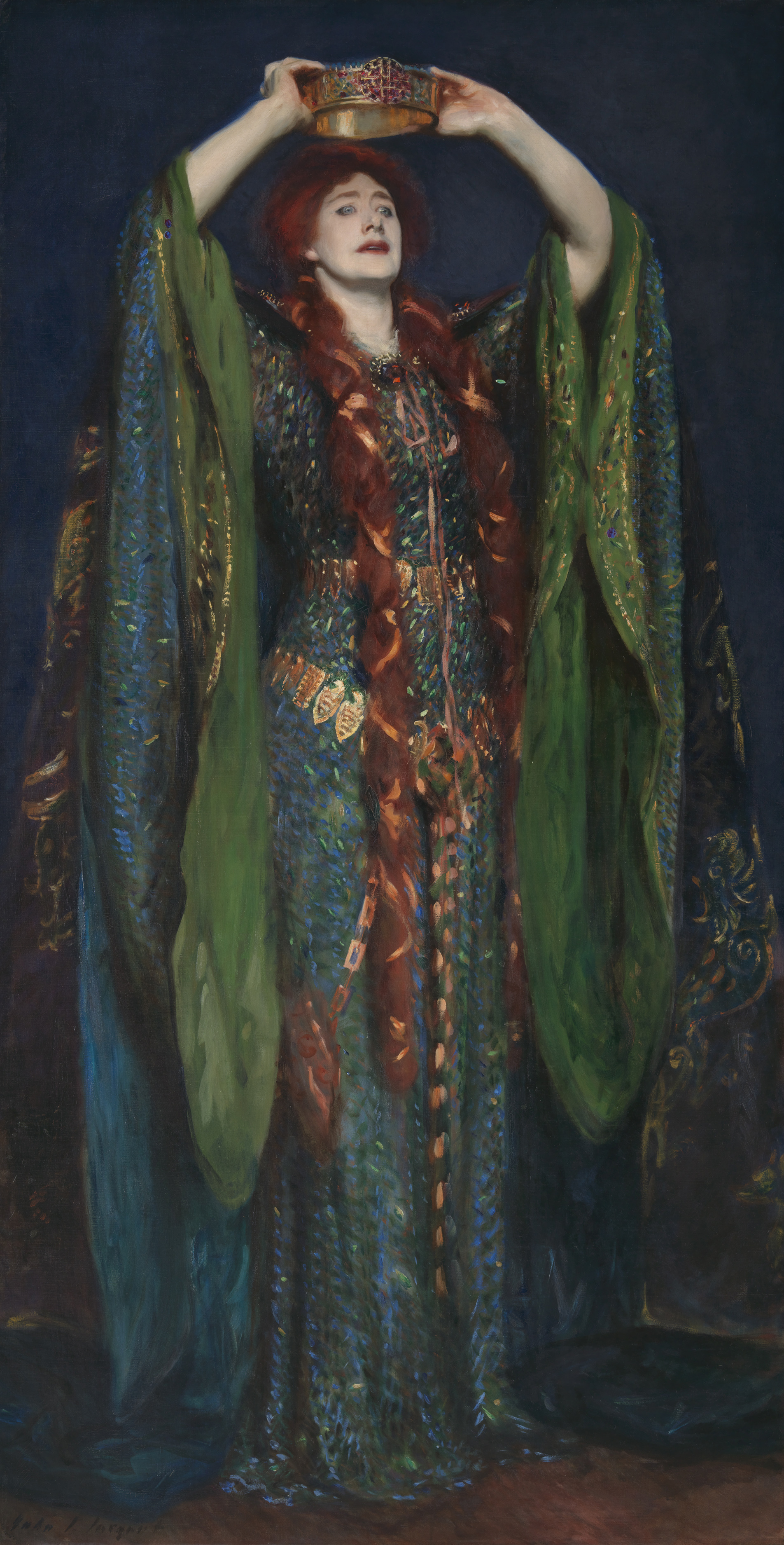
Com Lady Macbeth, per John Singer Sargent, 1889

En 1875, Terry va tenir una aplaudida actuació com Portia a El mercader de Venècia, representada al Teatre Prince of Wales. Oscar Wilde va escriure un sonet després de veure-la en el paper: "No woman Veronese looked upon / Was half sota fair as thou whom I behold." Posteriorment va reprendre el paper moltes vegades a la seva carrera, fins a l'última d'elles al Teatre Old Vic de Londres en 1917. L'any 1876 va ser Lady Teazle a The School for Scandal i a l'obra de William Gorman Wills anomenada Olivia, entre altres interpretacions. Terry es va casar de nou, al novembre de 1877, amb Charles Clavering Wardell Kelly, actor i periodista, però es van separar abans de la mort d'ell l'any 1885.
L'any 1878, amb 30 anys, Terry es va unir a la companyia d'Henry Irving en el Teatre Lyceum de Londres com a primera actriu, començant les seves actuacions amb el paper de Ofelia enfront de l'Hamlet de Irving. Aviat, Terry va ser reconeguda com la primera intèrpret de Shakespeare a Gran Bretanya, i al costat de Irving, va regnar durant més de 20 anys fins a deixar el Lyceum en 1902. La seva producció de 1879 del mercader de Venècia es va mantenir en cartell 250 nits, una cosa inusual, i a això van seguir altres èxits, tant amb Shakespeare com amb altres obres de primera fila.

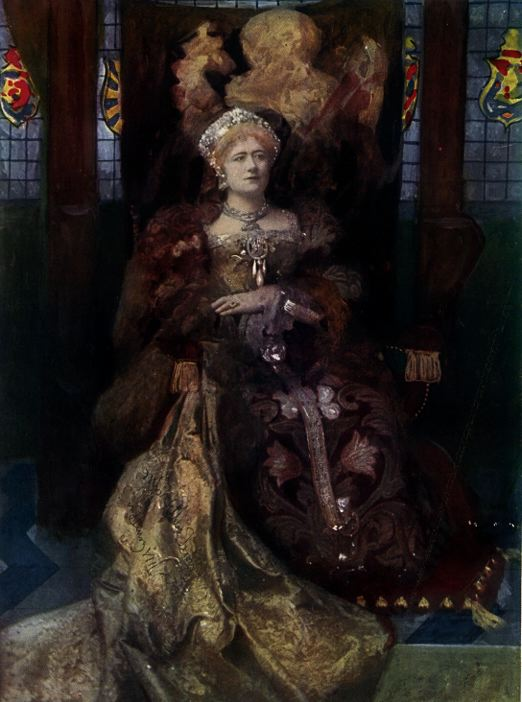
Caterina a Enric VIII.

Entre els seus papers més celebrats amb Irving destaquen Portia, Beatriu a Molt soroll i poques nous, un altre dels seus personatges característics (1882 i a partir de llavors), així com Pauline en The Lady of Lyons, obra d'Edward Bulwer-Lytton (1878). Altres papers van ser els de Julieta, Cordelia a Rei Lear, Jeanette a The Lyons Mail (obra de Charles Reade - 1883), Margaret a Faust (de William Gorman Wills - 1885), Lady Macbeth a Macbeth (1888), la Reina Caterina a Enric VIII (1892), Rosamund de Clifford a Becket (d'Alfred Tennyson - 1893), Ginebra a King Arthur (de J. Comyns Carr, amb música incidental de Sir Arthur Sullivan -1895), Imogena a Cimbelino (1896), i el personatge principal a l'obra de Victorien Sardou i Émile Moreau Madame Sans-Gêne (1897).
Terry va debutar als Estats Units l'any 1883, amb el paper de la Reina Henrietta enfront de Irving a Charles I. Entre els altres papers que ella va assajar en aquesta gira i en altres amb Irving figuren els de Jeanette a The Lyons Mail, Ofelia, Beatriu, Viola, i el seu personatge més famós: Portia.

### Shaw, Ibsen i Barrie
L'any 1903, Terry va iniciar una nova aventura, prenent la direcció del Teatre Imperial amb el seu fill, després que el seu soci, Irving, finalitzés el seu compromís amb el Lyceum l'any 1902. Aquí tenia un control artístic total i podia triar els treballs en els quals anava a actuar, com Irving havia fet en el Lyceum. La nova empresa es va enfocar en les obres de George Bernard Shaw i de Henrik Ibsen, incloent d'aquest últim la peça Els guerrers de Helgeland, representada 'any 1903 amb Terry com Hiordis. Durant aquest temps Terry va entaular amistat i una famosa correspondència amb Shaw. La direcció teatral va acabar sent un fracàs econòmic per a Terry. Posteriorment va viatjar per Anglaterra, prenent compromisos en Nottingham, Liverpool i Wolverhampton, i actuant en 1905 a l'obra de James Matthew Barrie Alice-Sit-by-the-Fire. Irving va morir l'any 1905 i, afectada per la seva mort, Terry es va retirar novament de l'escena.
Va tornar de nou a actuar a l'abril de 1906, interpretant amb èxit a Lady Cecily Wayneflete en l'obra de Shaw Captain Brassbound's Conversion, representada en el Teatre Court i portada en una reeixida gira per Gran Bretanya i Estats Units. El 12 de juny de 1906, després de 50 anys en l'escena, es va celebrar una gala en el Teatre Drury Lane a benefici de l'actriu, i per celebrar el seu aniversari en la professió. En aquesta gala va cantar Enrico Caruso, i W. S. Gilbert va dirigir una representació de Trial by Jury, en la qual van actuar Eleonora Duse, Mrs. Patrick Campbell, Lillie Langtry, Herbert Beerbohm Tree, i més de vint membres de la família de Terry.
Terry va actuar posteriorment com Hermione en la versió d'Herbert Beerbohm Tree de Conte d'hivern. L'any 1907, va viatjar per Estats Units sota la direcció de Charles Frohman. Durant aquest viatge, el 22 de març de 1907, es va casar amb James Carew, que havia actuat amb ella en el Teatre Court. Ella tenia trenta anys més que Carew. La carrera de Terry va seguir amb força, però el seu matrimoni es va trencar als dos anys. Va ser Nance Oldfield a Pageant of Famous Women, escrita el 1909 per C. Hamilton i la seva filla, Edith. L'any 1910 va viatjar per Estats Units de nou, i amb gran èxit, actuant, donant recitals i conferències sobre les heroïnes de Shakespeare.
De tornada a Anglaterra, va fer papers com ara el de Nell Gwynne a The First Actress, de Christopher St. John (Christabel Marshall; 1911). També el 1911, va gravar escenes de cinc papers de Shakespeare per la Victor Talking Machine Company L'any 1914, Terry va viatjar per Austràlia i els Estats Units, de nou recitant i donant conferències sobre heroïnes de Shakespeare. El 1916, va ser Darling en la peça de Barrie The Admirable Crichton (1916). Durant la Primera Guerra Mundial va actuar en actes benèfics relacionats amb la contesa.

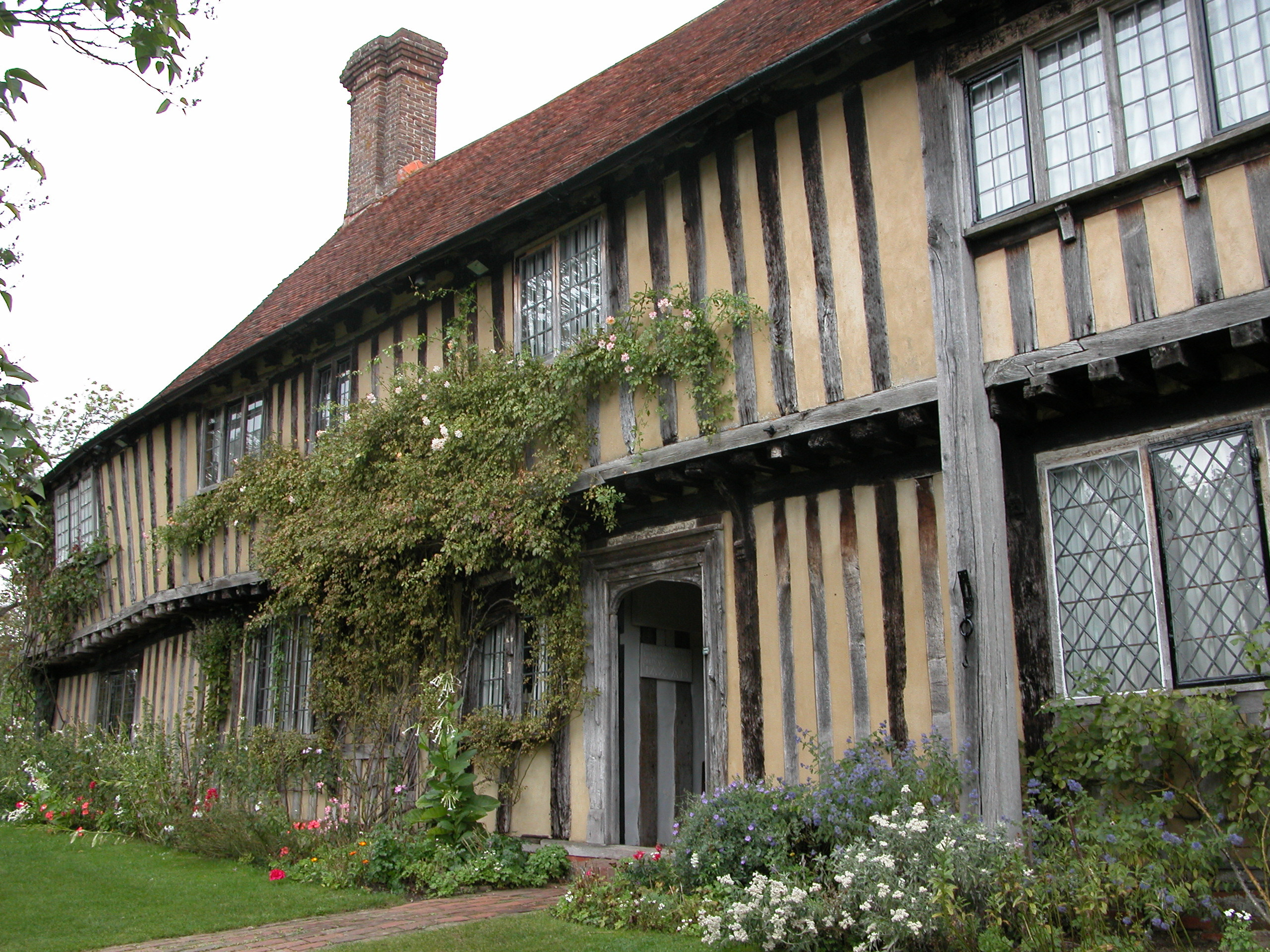
Smallhythe, domicili d'Ellen Terry en el període 1900-28.

## Cinema i últims anys
L'any 1916, va actuar en el seu primer film, Her Greatest Performance, en el paper de Julia Lovelace, encara que va continuar actuant a Londres i en gires. Va rodar diverses pel·lícules més fins a 1922, incloent The Invasion of Britain (1918), Pillars of Society (1918), Victory and Peace, Potter's Clay (1922), i The Bohemian Girl, en la qual interpretava a la mainadera Buda, al costat de Ivor Novello i Gladys Cooper (1922). Va seguir donant conferències sobre Shakespeare per Anglaterra, Estats Units i el Canadà. El seu últim paper en el teatre va ser com la Nodrissa a Romeu i Julieta, en el Teatre Lyric l'any 1919. El 1920 es va retirar de l'escena, i el 1922 del cinema.
L'any 1925 Terry va ser nomenada dama amb la gran creu de l'Ordre de l'Imperi Britànic. En els seus últims anys, va perdre gradualment la vista i va sofrir senilitat. Terry va morir al seu domicili prop de Tenterden, Kent, Anglaterra, als 81 anys. Va ser incinerada i les seves cendres descansen en una urna de plata a l'església de St Paul, al Covent Garden, Londres, església coneguda com dels actors.
Entre els seus descendents figuren l'actor Sir John Gielgud i la cantant Helen Terry.